# Armée de la Shenandoah (Confédérée)
Pour l’article homonyme, voir Armée de la Shenandoah.
L'armée de la Shenandoah est une armée des États confédérés d'Amérique pendant la guerre de Sécession ; elle est organisée pour défendre la vallée de la Shenandoah en Virginie lors des premiers mois de la guerre. L'armée est transférée pour renforcer l'armée confédérée du Potomac lors de la première bataille de Bull Run, qui est sa seule action d'envergure. Après la bataille, l'armée est fusionnée avec l'armée du Potomac.

## Histoire
L'armée de la Shenandoah est constituée à partir de différentes milices et de compagnies volontaires envoyées pour prendre et défendre la ville de Harpers Ferry, en Virginie (de nos jours en Virginie-Occidentale). Pour organiser et entraîner les compagnies, le commandant de l'état de Virginie Robert E. Lee, nomme initialement Thomas J. Jackson pour commander le poste. Jackson forme cinq régiments d'infanterie et une batterie d'artillerie à partir des diverses compagnies, formant la base de la Brigade Stonewall. Le 15 mai, Joseph E. Johnston remplace Jackson en tant que commandant de Harpers Ferry et continue de recevoir des régiments de l'ensemble de la Confédération. Il finit par avoir quatre brigades d'infanterie et un régiment indépendant de cavalerie, le 1st Virginia Cavalry commandé par J. E. B. Stuart.
À la mi-juin, les forces du département de Pennsylvanie de l'Union commandées par Robert Patterson commence à se déplacer vers le sud vers Harpers Ferry. Craignant que le terrain autour de la ville la rend indéfendable, Johnston détruit les ponts et autant de matériel dans la ville que possible et se retire au sud de Winchester ; Patterson reste le long du fleuve Potomac, plutôt que de poursuivre Johnston. Au cours des prochaines semaines, les deux forces se regardent l'une l'autre, n'engageant qu'une fois lors d'une bataille à Falling Waters, le 2 juillet. Après avoir passé près de deux semaines d'attente sur le Potomac et reçu des renforts, Patterson commence à avancer vers Winchester mais ne parcourt que seulement 5 miles (8 km), avant de rencontrer le régiment de Stuart voilant l'armée de Johnston. Patterson s'arrête de nouveau et consulte ses officiers qui lui conseillent la prudence ; ce conseil, ainsi que le refus de plusieurs régiments en raison du fait qu'ils doivent être libérés du service dans peu de temps, convainquent Patterson d'annuler la progression. Cela permet à Johnston de suivre les ordres qu'il a reçus le 18 juillet pour transférer son armée afin de renforcer l'armée du Potomac de P. G. T. Beauregard à Manassas Junction. Le mouvement commence dans la soirée, avec chaque brigade marchant vers Piedmont où elle monte à bord d'un train pour Manassas Junction. Puisqu'il n'y a qu'un seul train sur le chemin de fer du col de Manassas, les brigades arrivent une à une ; l'artillerie et la cavalerie partent par la route. Les dernières unités de l'armée de Johnston arrivent dans l'après-midi du 21 juillet.
Comme il a plus d'ancienneté que Beauregard, Johnston a le commandement des deux armées présentes. Avant que Johnston n'arrive à Manassas, Beauregard établit des plans pour une attaque contre l'armée de l'Union d'Irvin McDowell à travers le Bull Run, le 21 juillet, utilisant des brigades des deux armées, et Johnston approuve le plan, permettant à Beauregard d'émettre les ordres en son nom. Toutefois, les ordres sont vagues et contradictoires, ce qui perturbe les commandants de brigade et empêche l'attaque. Dans la matinée du 21 juillet, McDowell lance sa propre attaque contre l'aile gauche des confédérés, défendue par l'une des brigades de Beauregard. Alors que les combats s'intensifient dans la zone de Matthews Hill et de Henry House Hill, d'autres brigades confédérées sont déplacées vers le flanc gauche. Finalement, les quatre brigades de Johnston et quatre des huit brigades de Beauregard sont engagées dans la zone. C'est lors de la défense de Henry House Hill que Jackson reçoit son surnom de « Stonewall », qui devient aussi le nom de sa brigade.
Après la bataille les commandements de Johnston et de Beauregard sont consolidés dans le département de la Virginie du Nord, avec l'armée fusionnée qui prend le nom d'« armée du Potomac » ; Johnston conserve le commandement de l'armée, avec Beauregard restant commandant en second jusqu'à son transfert sur le théâtre occidental.

## Ordre de bataille de Manassas
Armée de la Shenandoah : général Joseph E. Johnston
- First Brigade: brigadier général Thomas J. Jackson (blessé)
  - 2nd Virginia Infantry – colonel James W. Allen
  - 4th Virginia Infantry – colonel James F. Preston
  - 5th Virginia Infantry – colonel K. Harper
  - 27th Virginia Infantry – lieutenant colonel John Echols
  - 33rd Virginia Infantry (8 compagnies.) – colonel Arthur C. Cummings
  - Rockbridge Artillery – capitaine J. P. Brockenbrough
- Second Brigade: colonel Francis Bartow (tué), colonel Lucius J. Gartrell
  - 7th Georgia Infantry – colonel L.J. Gartrell (blessé)
  - 8th Georgia Infantry- lieutenant colonel W.M. Gardner (blessé)
  - 1st Kentucky Battalion – commandant Thomas Claiborne
  - Pope's Kentucky Battalion – commandant Jon Pope
  - Wise Artillery – Lieutenant John Pelham
- Third Brigade: brigadier général Barnard E. Bee (tué), colonel States Rights Gist
  - 4th Alabama – colonel Egbert Jones (mortellement blessé), colonel States Rights Gist
  - 2nd Mississippi – colonel William C. Falkner
  - 11th Mississippi – (compagnies. A&F) – lieutenant colonel P.F. Liddell
  - 6th North Carolina – colonel C.F. Fisher (tué)
  - Staunton Artillery – Capitaine John D. Imboden
- Fourth Brigade : brigadier General Edmund Kirby Smith (blessé), colonel Arnold Elzey
  - 1st Maryland Battalion – lieutenant colonel George H. Steuart
  - 3rd Tennessee – colonel John C. Vaughn
  - 10th Virginia Infantry – colonel S.B. Gibbons
  - Culpeper Artillery – lieutenant R. F. Beckham
- Non embrigadé :
  - 1st Virginia Cavalry – Colonel J.E.B. Stuart
  - Thomas Artillery – Captain P.B. Stanard